# Aleksandr Bojkow (napastnik)
Aleksandr Rafaiłowicz Bojkow (ros. Александр Рафаилович Бойков; ur. 3 lutego 1975 w Moskwie) – rosyjski hokeista.

## Kariera
- Krylja Sowietow Moskwa (1991-1999)
  -  Soviet Wings (1994)
- CSKA Moskwa (1999-2001)
- Łada Togliatti (2001-2005)
- Chimik /Atłant Mytiszczi (2005-2009)
- Sibir Nowosybirsk (2009-2011)
- Siewierstal Czerepowiec (2011-2012)

Wychowanek Krylji Sowietow Moskwa. Przez wiele lat występował w drużynach superlidze rosyjskiej, a następnie
KHL. Od 2009 do 2011 zawodnik Sibiru Nowosybirsk. W sezonach KHL (2009/2010) i KHL (2010/2011) był kapitanem tej drużyny. Od maja 2011 zawodnik Siewierstali Czerepowiec. Był to jego ostatni klub w karierze.

## Sukcesy
Reprezentacyjne
- Srebrny medal mistrzostw Europy juniorów do lat 18: 1993

Klubowe
- Brązowy medal mistrzostw Rosji: 2003, 2004 z Ładą Togliatti
- Srebrny medal mistrzostw Rosji: 2005 z Ładą Togliatti